# Петрографічна провінція
Петрографічна провінція (рос. провинция петрографическая, англ. petrographical province; нім. petrographische Provinz f) — великий геотектонічний елемент (складчаста область або платформа), який характеризується особливою серією магматичних формацій. Розрізняють: Атлантичну, Середземноморську і Тихоокеанічну П.п.
Атлантична П.п. — асоціація лужних серій гірських порід, які добре розвинуті у областях, що прилягають до Атлантичного океану. З вулканічних порід до її складу входять олівінові базальти, базальти, трахіандезити, трахіти, олівін-мелілітові нефелініти, нефелінові тефрити, нефелінові фоноліти.
Середземноморська П.п. — асоціація лужних порід зі значним вмістом калію. Розвинена на узбережжі Середземного моря. З вулканогенних порід для неї характерні лейцитовий меліліт, лейцит, лейцитовий тефрит, лейцитовий фоноліт.
Тихоокеанічна П.п. — асоціація лужноземельних порід широко розвинута у області Тихого океану. Для неї характерні андезити, ріодацити, ріоліти. На сьогодні такий поділ вживається рідко.